# Рухнувшие небеса
«Рухнувшие небеса», или «Сошедшие с небес» (англ. Falling Skies — Падающие небеса) — американский научно-фантастический сериал, созданный Робертом Родэтом, рассказывающий о вторжении пришельцев на Землю. Сериал вышел на экраны 19 июня 2011 года на кабельном телеканале TNT в США. Исполнительный продюсер — Стивен Спилберг. Премьера второго сезона состоялась 17 июня на канале TNT, а 11 июля 2012 г. TNT продлил сериал на третий сезон с премьерой в 2013 году. 20 июля 2014 сериал был продлен на пятый сезон, который стал последним.

## Сюжет
После вторжения на Землю инопланетян — паукообразных Скитеров, имеющих передовое вооружение — роботов «Мехов» более 90 % населения было уничтожено. История начинается через шесть месяцев после вторжения. В центре событий Том Мэйсон, бывший профессор истории Бостонского университета, который становится заместителем командующего Второго Массачусетского полка, группы гражданских и военных, покидающих постапокалиптический Бостон. Главный герой должен вернуть своего сына, попавшего в плен к пришельцам, и попытаться дать отпор захватчикам…

## В ролях
- Ноа Уайли — Том Мэйсон, профессор истории / заместитель командующего Второго Массачусетского / президент новых США / бывший президент новых США / лидер всех ополчений планеты Земля
- Мун Бладгуд — доктор Энн Гласс-Мэйсон, вторая жена Тома Мэйсона, родная мать Лекси
- Дрю Рой — Хел Мэйсон, старший сын Тома Мэйсона, старший брат Бена, Мэтта и Лекси
- Джессика Шрэм — Карен Надлер, бывшая девушка Хела; впоследствии стала посредником Эшфени (сезон 1; сезоны 2—3 — периодически; сезон 5 — гость)
- Сара Картер — Мэгги, член Второго Массачусетского полка, девушка Хела
- Максим Найт — Мэт Мэйсон, младший сын Тома Мэйсона
- Сейшелл Гэбриел — Лурдес, помощница Доктора Гласс(1 — 4 сезоны)
- Питер Шинкода — Дай, член Второго Массачусетского полка (сезон 1—2; сезон 3 — гость)
- Коннор Джессап — Бен Мэйсон, сын Тома Мэйсона
- Умпо Квахо — Энтони
- Колин Каннингем — Джон Поуп, бывший уголовник / предводитель «Берксерков»
- Уилл Пэттон — Дэн Уивер, капитан / полковник / командующий Второго Массачусетского
- Даг Джонс — Кочайс (сезоны 3—5)
- Скарлетт Бирн — Алексис «Лекси» Гласс-Мэйсон (сезон 4; сезон 5 — гость)
- Лейси Джей Мейли — Джинн Уивер

## Производство

### Концепция
Разработка официально началась в 2009 году, когда TNT объявила, что заказала пилот безымянного проекта о вторжении пришельцев. Сценарий фильма «Рухнувшие небеса» был создан Робертом Родэтом, который уже получил известность благодаря написанному им сценарию к оскароносному фильму Стивена Спилберга «Спасти рядового Райана». Родэт разработал пилотный эпизод на базе идеи, которая была придумана совместно со Спилбергом. Первоначально сериал был назван «Конкорд» (это был намёк на сражения при Лексингтоне и Конкорде и одновременно — на профессию Тома Мейсона, учителя истории. Однако Спилберг потом предпочёл дать фильму название «Рухнувшие небеса». «Я чувствовал, что это была очень интересная постапокалиптическая история XXI века в духе 76-го. Я придумал — гром в ясный день — название „Рухнувшие небеса“, которое, собственно, и описывает то, что происходит на планете после вторжения. Что касается уникальности данного сериала, то она состоит в том, что история начинается после успешного завоевания мира», — заявил он. Спилберг был привлечен к проекту в связи с его темами выживания. «Я всегда был заинтересован в том, как мы выживем и насколько мы находчивы, как американцы. Как бы выжившие кормили детей? Как снабжали себя в военном отношении, чтобы защитить и даже вернуть то, что они потеряли?» — добавил он. Как и в большинстве работ Спилберга, таких как «Тихий океан» и «Инопланетянин», основной темой «Рухнувших небес» является семья и братство. Он объяснил: «Я обращаюсь к этой теме, потому что верю в неё. Это что-то, с чем у меня есть самый близкий опыт. [Смеется] Они говорят, написать то, что знаешь, а с семью детьми и тремя сёстрами… Я как правило, всегда возвращаюсь к теме семьи, как критерий для публики, позволяющий чувствовать себя частью этих довольно странных историй».
Работая над пилотным вариантом сценария, Родэт посвятил пять страниц монтажа инопланетному вторжению, но решил отказаться от этого, так как это уже было в таких фильмах, как «Война миров». «Я написал несколько проектов, смотрел на них и говорил: „Ай-яй-яй, я уже видел это раньше. У меня нет новых эмоций“», — сказал он. Родэту пришла в голову идея добавить в сериал детей, «запряженных пришельцами». «Когда мы работали над начальными элементами сюжета, одна интересовавшая вещь [Спилберга] — была идея, что взрослых убивают, если они представляют угрозу, а детей захватывают по какой-то причине, изменяют или видоизменяют. Тогда упряжка была логическим следствием из этого. Тогда мы узнаем, что делает заключение с детьми на протяжении всего шоу, но представлять себе мы будет это постепенно», — заявил он. Спилберг ранее исследовал идею порабощенных детей в 1984 году в фильме «Индиана Джонс и храм судьбы».
Главный герой сериала в исполнении Ноа Уайл подчеркнул присутствие Спилберга на съемках, заявив: «В любое время он может дать поправку в проект, и это шаг вверх по его сюжетной линии».

«Отпечатки Спилберга были везде. Он сформировал сценарий, придумал пилот, ежедневно наблюдал, вносил предложения по редактированию, работал над лагерем, пришельцами и космическим кораблём. 
 —Главный герой сериала, Ноа Уайл».
Оригинальный текст (англ.)Spielberg’s fingerprints are all over this. He shaped the script, cast the pilot, watched all the dailies, made the editing suggestions, worked on the post and on the aliens and spaceships.

Колин Каннингэм, который играет преступника Джона Попа, воскликнул: "Ты приходишь и думаешь: «Это не просто ТВ-шоу, это что-то другое, чем мы занимаемся». И отметил, что Спилберг был очень практичен в пилоте: «Его возможности огромны. Когда угодно, услышав имя Спилберга, вы знаете, это не будет дерьмом. Вы будете знать, что это будет качественно и здесь будут деньги на проект». Марк Верхайден, шоураннер первого сезона, заявил: «Это здорово знать, у нас есть режиссёр мирового класса, в качестве страховки того, что вы пытаетесь сделать, тот, кто поддержит и поможет подготовить отличный материал».

### Кастинг
Анонс кастинга начался в июне 2009 года, когда Ной Уайл был объявлен в качестве главного героя. Уайл, работавший с TNT над фильмами о Библиотекаре, был отправлен на различные шоу их канала. Он сказал, что одна из причин, почему он решил принимать участие, это завоевать доверие своих детей. «С рождением моих детей я начал реально смотреть на мою карьеру их взглядом больше, чем своим, так что это диктует мои решения, движет меня к определённым вещам и отклоняет от других», — сказал он. Ещё одной причиной является то, что он связывает это со своим характером: «Я отождествляю себя с преданностью сыновьям Тома и восхищаюсь его чувством общественного долга». Спилберг предпочел Уайла на роль, потому что он знал его ещё с сериала «Скорая помощь», производства компании Спилберга. Он хотел, чтобы Уайл появился в его фильме «Спасти рядового Райана» в 1998 году, но из-за проблем в графике он был не в состоянии сниматься. Спилберг заявил, что он был полон решимости работать с ним снова.
В июле 2009 году Мун Бладгуд, Джесси Шрэм, Сейшелл Гэбриел и Максим Найт были утверждены на роли Энн Гласс, Карен Надлер, Лурдес и Мэтта Мэйсона соответственно. Бладгуд, исполнительница главной женской роли, не участвовала в прослушивании. Она получила сценарий и была приглашена на роль. Бладгуд согласилась на роль из-за участия Спилберга и Родэта. Она заявила: "Ну конечно, когда тебе вручают сценарий, и говорят, что это Боб Родэт и Стивен Спилберг, вы сразу же обращаетесь к нему. Это привлекает твоё внимание. Я была немного осторожна с желанием снова сыграть в научной фантастике. Но это была больше драматическая, семейная история. Мне понравилось, и я захотела работать со Спилбергом ". Бладгуд добавила, что играть доктора восхищает её. «Мне понравилась идея сыграть врача и отойти от того, что я уже делала», сказала она. В августе 2009 года, Дрю Рой и Питер Шинкода были утверждены, на роль Хела Мэйсона и Дая. Агент Дрю получила сценарий и оба шутили, что Рой может получить роль. "Я получил сценарий через моего агента, как и все остальное. Мы даже шутили о том, что это был проект Стивена Спилберга. Мы такие: "О, да, у меня есть шанс. «Мы просто шутили». Он прослушивался четыре раза на эту роль. «Весь процесс продолжался в течение достаточно долгого времени, а затем в конце концов, это было до меня и ещё одного парня, мы были буквально в ожидании слова от Стивена Спилберга, потому что он должен был просмотреть два прослушивания и принять решение. Всё это, естественно, мне понравилось: „Ладно, даже если я не пройду, это было здорово“. К счастью, удача была на моей стороне».

### Съёмки
Пилот был снят в 2009 году в Ошаве, Онтарио, а оставшаяся часть сезона — с июля по ноябрь следующего года в Гамильтоне и Торонто.
TNT объявил о начале производства второго сезона 24 октября 2011 года. Съёмки проходили в Ванкувере и в больнице Ривервью в Кокуитламе, Британская Колумбия с октября 2011 года по март 2012 года.
Основные съёмки третьего сезона начались 22 августа 2012 года.

### Съёмочная команда
Родэт и Спилберг выступили в качестве исполнительных продюсеров. Грэм Йост, Джастин Фалфэй и Дэррил Фрэнк также являются исполнительными продюсерами. Йост ранее работал со Спилбергом над сериалом «Тихий океан» производства HBO. Марк Верхайден является одним из исполнительных продюсеров и шоураннером сериала. Верхайден работал над Звездным крейсером «Галактика» в качестве автора и продюсера. 
 Грег Биман также является одним из исполнительных продюсеров. Мелинда Сюй Тейлор — продюсер-супервайзер, ранее она работала над «Остаться в живых». Рэми Аубучон был нанят в качестве шоураннера на второй сезон в мае 2011 перед первой премьерой сезона. Ной Уайл стал продюсером второго сезона.

## Показ сериала
Эпизоды с пилотной серии были показаны 1 апреля 2011 года на WonderCon 2011. В Великобритании мировая премьера сериала состоялась 12 апреля на Comic Con. Премьера сериала на TNT состоялась 19 июня 2011 года.

### Рейтинги
Двухчасовую премьеру сериала посмотрело 5,9 млн человек, что стало рекордным для кабельных сериалов в 2011 году. Среди зрителей более чем 2,6 млн человек были люди в возрасте от 18 до 49 лет и 0,6 млн — 50-54 лет. Третью серию посмотрело 4,2 млн человек.. В Великобритании премьеру сериала на платном канале FX посмотрело 402 000 человек. Средняя аудитория по итогам первого сезона в США составила 4,787 млн с демографическим рейтингом 1,64 в возрастной категории 18-49.
Двухчасовая премьера второго сезона собрала у экранов 4,461 млн зрителей, включая 1,869 млн в возрасте 18-49. Средняя аудитория по итогам второго сезона в США составила 3,745 с демографическим рейтингом 1,31 в возрастной категории 18-49.
Двухчасовую премьеру третьего сезона посмотрело 4,210 млн человек, в том числе 2,1 млн в возрасте 25-54 и 1,9 млн в возрасте 18-49. Средний возраст телезрителей составил 47 лет, что на 2 года меньше прошлогоднего дебюта. Средняя аудитория по итогам третьего сезона в США составила 3,532 млн с демографическим рейтингом 1,20 в возрастной категории 18-49. С учётом просмотра в записи в течение 7-ми дней драма в среднем собирала у экранов 5,6 млн зрителей, включая 3,0 млн в возрасте 25-54 и 2,6 млн в возрасте 18-49.